# Electronica 1: The Time Machine
Electronica 1: The Time Machine is een album uit 2015 van Jean-Michel Jarre, zijn veertiende reguliere studioalbum. Het album werd op 16 oktober 2015 uitgebracht op Columbia Records. Aan het album verleenden vijftien artiesten en acts hun medewerking. Electronica 1 is Jarres eerste album met nieuw materiaal sinds Téo & Téa uit 2007 en vormt het eerste deel van een tweeluik. Het tweede deel, Electronica 2: The Heart of Noise, werd uitgebracht op 6 mei 2016.
Op 20 april 2015 werd aangekondigd dat er nieuw werk van Jarre zou verschijnen. Het album dat het eerste deel zou worden van het tweeluik Electronica werd op 10 juli 2015 door Jarre aangekondigd op Twitter onder de werktitel E-Project. Op 28 augustus 2015 werden meer details vrijgegeven, waaronder de definitieve titel van het album.
Electronica 1 bevat bijdragen van Air, Laurie Anderson, Armin van Buuren, Boys Noize, John Carpenter, Vince Clarke, Robert "3D" del Naja van Massive Attack, Fuck Buttons, Gesaffelstein, Lang Lang, Little Boots, M83, Moby, Tangerine Dream en Pete Townshend van The Who. Het nummer Zero Gravity is het laatste nummer waaraan Edgar Froese van Tangerine Dream heeft gewerkt voordat hij stierf in januari 2015. Het album werd aan Froese opgedragen.
Zes nummers van het album verschenen eerder als singles. Het nummer Glory met M83 werd als eerste single van het album uitgebracht op 15 mei 2015. Het nummer Stardust met Armin van Buuren werd eveneens als single uitgebracht. Bij de nummers Glory en If..! verscheen een videoclip.
Het album kreeg een Grammy-nominatie voor Best Dance/Electronica Album bij de 59e Grammy Awards. De Grammy ging uiteindelijk naar het album Skin van Flume.

## Tracklist
1. "The Time Machine" (met Boys Noize) – 3:52
2. "Glory" (met M83) – 3:56
3. "Close Your Eyes" (met Air) – 6:24
4. "Automatic (Part 1)" (met Vince Clarke) – 3:09
5. "Automatic (Part 2)" (met Vince Clarke) – 2:58
6. "If..!" (met Little Boots) – 2:57
7. "Immortals" (met Fuck Buttons) – 4:30
8. "Suns Have Gone" (met Moby) – 5:46
9. "Conquistador" (met Gesaffelstein) – 3:06
10. "Travelator (Part 2)" (met Pete Townshend) – 3:06
11. "Zero Gravity" (met Tangerine Dream) – 6:46
12. "Rely on Me" (met Laurie Anderson) – 2:56
13. "Stardust" (met Armin van Buuren) – 4:36
14. "Watching You" (met 3D van Massive Attack) – 4:05
15. "A Question of Blood" (met John Carpenter) – 3:00
16. "The Train & The River" (met Lang Lang) – 7:13